# Morrowville
Morrowville és una ciutat dels Estats Units a l'estat de Kansas. Segons el cens del 2000 tenia 168 habitants.

## Demografia
Segons el cens del 2000, Morrowville tenia 168 habitants, 73 habitatges, i 44 famílies. La densitat de població era de 463,3 habitants/km².
Dels 73 habitatges en un 27,4% hi vivien nens de menys de 18 anys, en un 54,8% hi vivien parelles casades, en un 2,7% dones solteres, i en un 38,4% no eren unitats familiars. En el 38,4% dels habitatges hi vivien persones soles el 26% de les quals corresponia a persones de 65 anys o més que vivien soles. El nombre mitjà de persones vivint en cada habitatge era de 2,3 i el nombre mitjà de persones que vivien en cada família era de 3,09.
Per edats la població es repartia de la següent manera: un 28% tenia menys de 18 anys, un 1,8% entre 18 i 24, un 25% entre 25 i 44, un 17,3% de 45 a 60 i un 28% 65 anys o més.
L'edat mediana era de 40 anys. Per cada 100 dones de 18 o més anys hi havia 95,2 homes.
La renda mediana per habitatge era de 26.786 $ i la renda mediana per família de 32.500 $. Els homes tenien una renda mediana de 22.813 $ mentre que les dones 16.250 $. La renda per capita de la població era de 12.133 $. Entorn del 4,8% de les famílies i el 9,1% de la població estaven per davall del llindar de pobresa.

## Poblacions més properes
El següent diagrama mostra les poblacions més properes.